# Sidigede
Sidigede is een bestuurslaag in het regentschap Jepara van de provincie Midden-Java, Indonesië. Sidigede telt 7298 inwoners (volkstelling 2010).